# Crevans-et-la-Chapelle-lès-Granges
Crevans-et-la-Chapelle-lès-Granges é uma comuna francesa na região administrativa de Borgonha-Franco-Condado, no departamento de Alto Sona. Estende-se por uma área de 3,91 km². Em 2010 a comuna tinha 266 habitantes (densidade: 68 hab./km²).